# Presque Isle County
Presque Isle County ist ein County im Bundesstaat Michigan der Vereinigten Staaten. Der Verwaltungssitz (County Seat) ist Rogers City. Das U.S. Census Bureau hat bei der Volkszählung 2020 eine Einwohnerzahl von 12.982 ermittelt.

## Geographie
Das County liegt im äußersten Nordosten der Unteren Halbinsel von Michigan, grenzt an den Lake Huron, einen der 5 großen Seen, und hat eine Fläche von 6663 Quadratkilometern, wovon 4954 Quadratkilometer Wasserfläche sind. Es grenzt im Uhrzeigersinn an folgende Countys: Alpena County, Montmorency County und Cheboygan County.

## Geschichte
Presque Isle County wurde 1840 aus Teilen des Mackinac County gebildet. Benannt wurde es nach dem damals üblichen französischen Ausdruck für Halbinsel.
Zehn Bauwerke und Stätten des Countys sind im National Register of Historic Places eingetragen (Stand 28. Januar 2018).

## Demografische Daten

Alterspyramide des Presque Isle Countys (Stand: 2000)

Nach der Volkszählung im Jahr 2000 lebten im Presque Isle County 14.411 Menschen in 6.155 Haushalten und 4.203 Familien. Die Bevölkerungsdichte betrug 8 Einwohner pro Quadratkilometer. Ethnisch betrachtet setzte sich die Bevölkerung zusammen aus 98,07 Prozent Weißen, 0,26 Prozent Afroamerikanern, 0,59 Prozent amerikanischen Ureinwohnern, 0,16 Prozent Asiaten, 0,01 Prozent Bewohnern aus dem pazifischen Inselraum und 0,09 Prozent aus anderen ethnischen Gruppen; 0,82 Prozent stammten von zwei oder mehr Ethnien ab. 0,55 Prozent der Bevölkerung waren spanischer oder lateinamerikanischer Abstammung.
Von den 6.155 Haushalten hatten 24,5 Prozent Kinder unter 18 Jahren, die bei ihnen lebten. 58,8 Prozent waren verheiratete, zusammenlebende Paare, 6,3 Prozent waren allein erziehende Mütter und 31,7 Prozent waren keine Familien. 28,4 Prozent waren Singlehaushalte und in 14,5 Prozent lebten Menschen im Alter von 65 Jahren oder darüber. Die Durchschnittshaushaltsgröße betrug 2,31 und die durchschnittliche Familiengröße lag bei 2,80 Personen.
20,9 Prozent der Bevölkerung waren unter 18 Jahre alt. 6,5 Prozent zwischen 18 und 24 Jahre, 22,4 Prozent zwischen 25 und 44 Jahre, 27,8 Prozent zwischen 45 und 64 Jahre und 22,3 Prozent waren 65 Jahre oder älter. Das Durchschnittsalter betrug 45 Jahre. Auf 100 weibliche Personen kamen 99,2 männliche Personen. Auf 100 Frauen im Alter von 18 Jahren und darüber kamen statistisch 97,1 Männer.
Das jährliche Durchschnittseinkommen eines Haushalts betrug 31.656 US-Dollar, das Durchschnittseinkommen einer Familie 37.426 USD. Männer hatten ein Durchschnittseinkommen von 31.275 USD, Frauen 20.625 USD. Das Pro-Kopf-Einkommen betrug 17.363 USD. 6,8 Prozent der Familien und 10,3 Prozent der Bevölkerung lebten unterhalb der Armutsgrenze.